# Línea 7 (Maldonado)
La línea 7 es una línea de transporte público del departamento de Maldonado, Uruguay. Parte de la localidad de San Carlos y su destino es la terminal de Punta del Este.
Hasta el año 2003 los servicios de la línea 7 eran ofrecidas por Olivera Hnos., donde por resolución departamental, y considerando su adquisición por parte de CODESA en 2001, pasan a ser servidos por esta última. Un caso similar ocurrió con la línea 14, donde también se aplicó el cambio de operador.

## Ruta
Al igual que ocurre con otras líneas de la empresa, el recorrido de vuelta puede variar dependiendo de la temporada. El de ida es siempre el mismo.

### Ida
Agencia San Carlos, Av. Rocha, 25 de Agosto, Av. Ceberio, Carlos Seijo, Los Talas, Ruta 39, Agencia Maldonado, Av. José Batlle y Ordóñez, Bergalli, Rincón, 3 de Febrero, 18 de Julio, Terminal Maldonado, Av. Roosevelt, Av. España, Rbla. Claudio Williman (mansa), Av. Pedragosa Sierra, Julio Herrera Reissing, Pascual Gattas, Av. Roosevelt, Av. Pedragosa Sierra, Av. Italia, Av. Francisco Salazar, Rbla. Lorenzo Batlle (brava), Mesana (24), La Salina (9), 2 de Febrero (10), Capitán Miranda (7).

### Vuelta
Marzo a diciembre:
Capitán Miranda (7), Rbla. Gral. Artigas (brava), Resalsero (26), Rbla. Gral. Artigas (brava), Av. Francisco Salazar, Av. Italia, Av. Pedragosa Sierra, Av. Roosevelt, Pascual Gattas, Julio Herrera Reissing, Av. Pedragosa Sierra, Rbla. Claudio Williman, Av. España, Av. Roosevelt, Explanada Terminal Maldonado, Av. Roosevelt, Av. Camacho, Dodera, Av. Lavalleja, Av. Batlle y Ordóñez, Agencia Maldonado, Ruta 39, Av. Alvariza, Carlos Reyles, Av. Rocha, Agencia San Carlos.
Diciembre a febrero:
Pda. 19, Rbla. Claudio Williman, Av. España, Av. Roosevelt, Explanada Terminal Maldonado, Av. Roosevelt, Av. Camacho, Dodera, Av. Lavalleja, Av. Batlle y Ordóñez, Ruta 39, Av. Alvariza, Carlos Reyles, Av. Rocha, Agencia San Carlos.